# Super High Roller Bowl Russia

Logo des Super High Roller Bowl Russia

Der Super High Roller Bowl Russia war die zehnte Austragung dieses Pokerturniers und die fünfte außerhalb des Las Vegas Strip. Er wurde vom 13. bis 15. März 2020 im Sochi Casino and Resort in Sotschi ausgespielt und hatte einen Buy-in von 250.000 US-Dollar. Das Event wurde von Poker Central und partypoker Live veranstaltet.

## Struktur
Das Turnier in der Variante No Limit Hold’em wurde vom 13. bis 15. März 2020 gespielt und war das achte Event auf dem Turnierplan der partypoker Live Millions Super High Roller Series. Das Buy-in des Events betrug 250.000 US-Dollar und machte es damit zum bisher teuersten in Russland ausgespielten Pokerturnier. Jedem Spieler war, anders als bei den Austragungen in Las Vegas, ein Re-entry gestattet.

## Übertragung
Die Übertragung wurde von Poker Central übernommen. Zum Schauen war ein kostenpflichtiges Abonnement bei der Streaming-Plattform PokerGO nötig.

## Teilnehmer
Die 30 Teilnehmer lauteten:
| - Timothy Adams - Michael Addamo - Mikita Badsjakouski - Vicent Bosca - Kahle Burns | - Wai Chan - Stephen Chidwick - Seth Davies - Matthias Eibinger - Lucas Greenwood | - Sam Greenwood - Ben Heath - Phil Ivey - Cary Katz - Bryn Kenney | - Jason Koon - Timofei Kusnezow - Ivan Leow - Wiktor Malinowski - Artur Martirossjan | - Adrián Mateos - Juan Pardo - Nick Petrangelo - Paul Phua - Sergi Reixach | - Alexei Rybin - Michael Soyza - Christoph Vogelsang - Richard Yong - Wai Yong |

## Ergebnisse

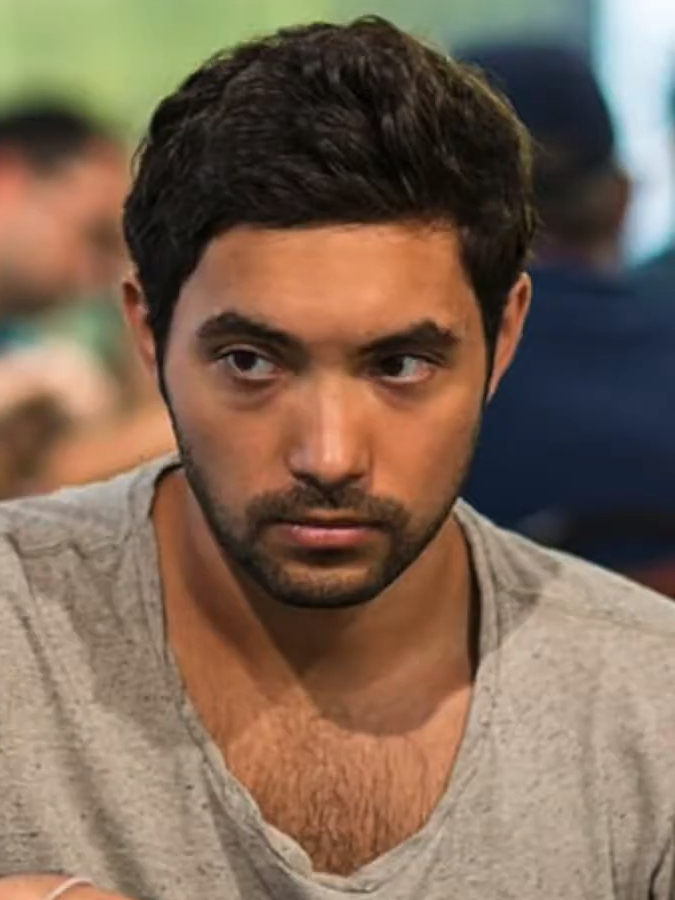
Timothy Adams (2013)

Alle Spieler starteten mit einem Stack von 250.000 Chips. Den ersten Turniertag beendete Jason Koon mit 745.000 Chips als Führender. Die Registrierungsphase endete am zweiten Turniertag mit 30 Anmeldungen sowie 10 Re-Entries, die somit für einen Preispool von 10 Millionen US-Dollar sorgten. Der zweite Turniertag endete mit sieben verbliebenen Spielern, Chipleader war Ben Heath mit 2,5 Millionen Chips.
Am dritten Turniertag wurden nach rund 40 Minuten Spielzeit die Preisgeldränge erreicht, nachdem Stephen Chidwick seine verbliebenen Chips mit J♥ 9♠ gegen Christoph Vogelsangs A♥ 3♥ am Flop All-in gestellt hatte, seine Hand jedoch nicht verbessern konnte. Nur knapp 10 Minuten später nahm Vogelsang auch Ivan Leow aus dem Turnier, der all seine Chips mit A♥ 7♣ auf einem Flop von Q♥ 3♦ 7♥ in die Tischmitte stellte und damit Q♦ 7♦ Vogelsangs unterlegen war. Anschließend übernahm Adrián Mateos nach einer Hand gegen Timothy Adams den Chiplead, gab diesen jedoch nach zwei verlorenen Flips gegen Adams wieder an den Kanadier ab. Letztlich beendete Ben Heath mit A♥ Q♠ das Event für Mateos, der mit 2♦ 2♣ dem Full House des Briten unterlegen war. In der Folge spielten die verbliebenen Spieler über fünf Stunden zu viert, wobei jeder von ihnen zwischenzeitlich sowohl Chipleader als auch Shortstack war. Schließlich war es Heath, der das Turnier auf dem vierten Platz beendete. Er hatte im Blindbattle mit Adams Q♠ 6♠ All-in gestellt und schied gegen A♠ 2♦ aus. Den dritten Rang belegte nur 20 Minuten später Mikita Badsjakouski, der vor dem Flop seine letzten Chips mit A♣ Q♥ in die Mitte bekommen hatte, sich jedoch den zwei Paaren Vogelsangs geschlagen geben musste. In das entscheidende Heads-Up ging Letzterer dann mit einer kleinen Führung in Chips gegenüber Adams. Der Kanadier übernahm dort jedoch in der ersten Hand den Chiplead und gab diesen in der Folge auch nicht mehr ab. Vogelsang verdoppelte seinen Stack zwar noch einmal mit A♠ 9♣ gegen Adams’ K♣ Q♥, stellte letztlich aber A♣ 6♦ All-in und unterlag damit A♥ 9♠ des Kanadiers. Vogelsang erhielt für seinen zweiten Platz 2,4 Millionen US-Dollar; Adams sicherte nach dem Sieg beim Super High Roller Bowl Australia Anfang Februar 2020 in Sydney seinen zweiten Titel beim Super High Roller Bowl in Folge und erhielt eine Siegprämie von 3,6 Millionen US-Dollar.
| Platz | Herkunft               | Spieler             | Preisgeld (in $) |
| ----- | ---------------------- | ------------------- | ---------------- |
| 1     | Kanada                 | Timothy Adams       | 3.600.000        |
| 2     | Deutschland            | Christoph Vogelsang | 2.400.000        |
| 3     | Belarus                | Mikita Badsjakouski | 1.600.000        |
| 4     | Vereinigtes Konigreich | Ben Heath           | 1.000.000        |
| 5     | Spanien                | Adrián Mateos       | 0.800.000        |
| 6     | Malaysia               | Ivan Leow           | 0.600.000        |